# Group captain
Cet article possède un paronyme, voir Captain.
Le Group captain est un officier supérieur des forces aériennes. Son code OTAN est OF-5, ce qui signifie que ce grade se classe au-dessus du wing commander, juste en dessous du air commodore et est l'équivalent du grade de Captain dans les forces navales et du grade de colonel dans d'autres services.